# STS–72
Az STS–72 jelű küldetés az amerikai űrrepülőgép-program 74., a Endeavour űrrepülőgép 10. repülése.

## Küldetés
Vakata Kóicsi az első japán küldetésspecialista, egyben ő működtette a robotkart.

## Jellemzői
A beépített kanadai Canadarm (RMS) manipulátorkar 50 méter kinyúlást biztosított (műholdak indítás/elfogása, külső munkák [kutatás, szerelések], hővédőpajzs külső ellenőrzése) a műszaki szolgálat teljesítéséhez.

### Első nap
1996. január 20-án a szilárd hajtóanyagú gyorsítórakéták, Solid Rocket Booster (SRB) segítségével Floridából, a Cape Canaveral (KSC) Kennedy Űrközpontból, a LC39–A (LC–Launch Complex) jelű indítóállványról emelkedett a magasba. Az orbitális pályája 91,1 perces, 28,45 fokos hajlásszögű, elliptikus pálya-perigeuma 185 kilométer, apogeuma 470 kilométer volt. Felszálló tömeg indításkor 112 182 kilogramm, leszálló tömeg 98 549 kilogramm. Szállított hasznos teher 6510 kilogramm

## Hasznos teher
1. Shuttle Solar Backscatter Ultraviolet Experiment (SSBUV-8) – ózon koncentrációjának, a Nap ultraibolya sugárzásának visszaverődési mértékének mérése a Föld felső légkörében. A mérések kiegészítették a NASA NIMBUS–7, a Nemzeti Óceán- és Légköri Hivatal (NOAA) műholdjainak, az orosz Metyeor–3/TOMS műhold, az Európai Űrügynökség (ERS–2) műholdak adatait.
2. Shuttle Laser Altimeter Payload (SLA-01/GAS) – a földi növényzet topográfiai adatállományának frissítése.
3. National Institutes of Health NIH–R3 – három korosztályos – szülés utáni 5-14, 8-17 és 15-24 nap – patkányok biológiai kísérlete.
4. Space Tissue Loss Experiment (STL/NIH–C) – súlytalanság következtében elvesztett izomréteg helyreállításának kísérlete.
5. Thermal Energy Storage (TES-2) – hőenergia-tárolási kísérletek lítium-fluorid, kalcium-fluorid, több komponens alkalmazásával.
6. Get Away Special (GAS) – folyadékok vizsgálata, tűzvizsgálat mikrogravitációs környezetben.
7. Kereskedelmi megrendelésre protein kristályok növesztése.

### Műhold

#### SFU
Építette a Mitsubishi, üzemeltette a NASDA. Megnevezései: Space Flyer Unit (SFU);  SFU (1995-011A). Kódszáma: SSC 23521.
1995. március 8-án, a Japán Űrügynökség megbízásából, a Tanegashima Space Centerből, egy H–2 rakéta segítségével a Himawari–5 meteorológiai műhold társaságában állították pályára. Az orbitális egység pályája 91,22 perces, 28,46 fokos hajlásszögű, elliptikus pálya-perigeuma 319 kilométer, apogeuma 350 kilométer volt. Súlya 3577 kilogramm. Az űreszköz 10 hónap alatt automatikus programot (anyagtudományi, biológiai, mérnöki és csillagászati) hajtott végre. 
A műholdat 308 nap (0,84 év) után 1996. január 16-án robotkarral fogták be – a napelemtáblákat leválasztva, hogy elhelyezhető legyen a raktérben. Az adatok kiértékelése céljából visszahozták a Földre.

#### SPARTAN–206
Többször alkalmazható tudományos űreszköz, gyártotta a NASA Goddard Space Flight Center (GSFC), üzemeltette az Office of Aeronautics and Space Technology (OAST). A műhold értéke 6 millió USD. Az első példány, a Spartan–1 (1985 – 048E) az  STS–51–G segítségével végezte feladatát, a második a Challenger-katasztrófa során megsemmisült  küldetésén indult szolgálatra. A SPARTAN–206 a sorozat hetedik űregysége.
Megnevezései:  Shuttle Pointed Autonomous Research Tool for Astronomy (SPARTAN–206);  SPARTAN–206 (1996-001B); Office of Aeronautics and Space Technology (OAST-Flyer). Kódszáma SSC 23763.
Háromtengelyesen stabilizált, a stabilizálást kémiai fúvókák segítették. A küldetés első napján a platformot (zárt laboratórium) kihelyezték a világűrbe. A platform pályairányba állítását követően az űrrepülőgép 37 kilométerre eltávolodott. Az orbitális egység pályája 90,64 perces, 28,45 fokos hajlásszögű, elliptikus pálya-perigeuma 302 kilométer, apogeuma 310 kilométer volt. Formája téglalap, mérete 1 méter x 1,25 méter x 1,5 méter. Hasznos tömege 1198,6 kilogramm. A műhold az űrrepülőgéptől 50 órán keresztül önállóan végezte tudományos mérési tevékenységét. Az összegyűjtött adatokat nem továbbították a Földre, hanem a fedélzeti memóriakapacitás 1010 bit (kb. 3 km szalag) tárolta. A visszanyerést helyzetjelző fények segítették. A platformot az adatok kiértékelése céljából a küldetés végén visszanyerve visszahozták a Földre.
Legfőbb műszerei voltak:
1. Return Flux Experiment REFLEX) – számítógép-modell alapján fényáram-kísérlet és az űrrepülőgép okozta szennyeződés mérése
2. GPS Attitude Determination and Control Experiments (GADACS) – GPS ellenőrző kísérlete (hely, sebesség)
3. Solar Exposure to Laser Ordnance Device (SELODE) – lézerfény alkalmazásával a napkoronát vizsgálta
4. Spartan Packet Radio Experiment (SPRE) – rádióamatőr kommunikációs kísérlet

### Űrséták
Az űrséták (kutatás, szerelés) alkalmával tesztelték azokat a műveleteket (mozgások, eszközpróbák, kábelcsatlakoztatások), melyek a Nemzetközi Űrállomás (ISS) építésénél kerülnek felhasználásra. Vakata a robotkar segítségével emelési műveleteket hajtott végre, az űrhajósok pedig megadták a szükséges segítséget. A biztonsági hevedert különböző pontokon rögzítették, hogy mozgásuk kezelhetőbb legyen. Az OAST–Flyer platform (laboratórium) visszanyerésekor  Scott felmászott a robotkarra, hogy tesztelje az űrruha hővédő (hideg, meleg hatások elleni) képességét. Tesztelték az elektronikus mandzsettát (ECC), egy beépített, hordozható laptopot.
(zárójelben a dátum és az időtartam)
- EVA 1: Chiao és Barry (1996. január 15., 6 óra 09 perc)
- EVA 2: Chiao és Scott (1999. január 17., 6 óra 54 perc)

#### Nyolcadik nap
1996. január 20-án a Kennedy Űrközpontban (KSC), kiinduló bázisán szállt le. Összesen 8 napot, 22 órát, 1 percet és 47 másodpercet töltött a világűrben. 6 000 000 kilométert (3 700 000 mérföldet) repült, 142 alkalommal kerülte meg a Földet.

## Személyzet
(zárójelben a repülések száma az STS–72 küldetéssel együtt)
- Brian Duffy (3), parancsnok
- Brent Ward Jett (1), pilóta
- Leroy Chiao (2), küldetésfelelős
- Winston Elliott Scott (1), küldetésfelelős
- Vakata Kóicsi (1), küldetésfelelős – JAXA
- Daniel Thomas Barry (1), küldetésfelelős

### Visszatérő személyzet
- Brian Duffy (3), parancsnok
- Brent Ward Jett (1), pilóta
- Leroy Chiao (2), küldetésfelelős
- Winston Elliott Scott (1), küldetésfelelős
- Vakata Kóicsi (1), küldetésfelelős
- Daniel Thomas Barry (1), küldetésfelelős